# Vliegend (Amsterdam)
Vliegend is een artistiek kunstwerk in Amsterdam-Centrum.
Het is een beeld van Wessel Couzijn uit 1955 dat in 1956 geplaatst werd aan de kerk De Olijftak in tuinstad Slotermeer. Volgens een verslag van de opening van de kerk in 1956 door het Algemeen Handelsblad zou het beeld een vogel met olijftak moeten voorstellen. Het zou volgens andere (latere) berichten een afgekeurd beeld zijn geweest voor het Plesmanmonument voor het kantoor van de Koninklijke Luchtvaart Maatschappij (KLM). Dat monument zou uiteindelijk gemaakt worden door Mari Andriessen.
Het beeld hield ook haar plaats aan de Olijftak niet vast. Het werd vermoedelijk rond 1993 verhuisd naar de Singelkerk aan de Amsterdamse Herengracht 431 (De Olijftak werd verbouwd tot moskee).
Een andere latere versie van het zelfde beeld is te vinden in Haarlem. 